# 중앙로 (익산시)
중앙로(Jungang-ro)는 전북특별자치도 익산시 중앙동익산역사거리에서 익산시 평화동을 잇는 105.8km 도로이다

## 주요 경유지
전북특별자치도
- 익산시 (중앙동 . 마동)

## 노선
| 이름           | 접속 노선           | 소재지        | 소재지        | 비고          |
| 군익로와 직결  | 군익로와 직결       | 군익로와 직결 | 군익로와 직결 | 군익로와 직결 |
| -------------- | ------------------- | ------------- | ------------- | ------------- |
| 익산역사거리   | 익산대로            | 익산시        | 중앙동        |               |
| 국민은행사거리 | 중앙로5길 평동로7길 | 익산시        | 중앙동        |               |
| 중앙사거리     | 인북로              | 익산시        | 중앙동        |               |
| 마동사거리     | 주현로 중앙로13길   | 익산시        | 마동          |               |
| 동산오거리     | 서동로              | 익산시        | 마동          |               |

## 주요 시설및 건물
- GS25익산역점 (중앙로 3/중앙동1가 16-15)
- 파리바게트익산중앙점 (중앙로 8/중앙동1가 37-6)
- KT레인보우텔레콤 중앙점 (중앙로 16/중앙동1가 75-31)
- LG유플러스중앙동  익산역점 (중앙로 19/중앙동1가 68-12)
- KB국민은행익산지점 (중앙로 29/중앙동3가 7-1)
- 원광새마을금고본점 (중앙로 43/중앙동3가 46-1)
- 삼육지역아동센터 (중앙로 67/갈산동 200-14)
- 삼천리자전거 익산점 (중앙로 69/갈산동 200-1)
- 세븐일레븐익산센트럴점 (중앙로 102/주현동 172-3)
- S-OIL아침햇살주유소 (중앙로 114/마동 301-5)
- Tworld 익산중앙대리점 본점 (중앙로 118/마동 329-1)
- 익산교육지원청(중앙로 127/마동 291)
- 첨단카센터 (중앙로 163/마동 358-1)